# 밥 브라이어
밥 브라이어(Robert Cory Bryar, 1979년 12월 31일 ~ 2024년 11월 4일)는 미국의 밴드 마이 케미컬 로맨스의 드러머이다. 1979년 12월 31일 미국 일리노이주 라 그랑주에서 태어났으며 2004년 일본 투어 이후, 밴드의 이전 드러머 맷 펠리시어가 방출 된 후 합류하였으나 2010년, 탈퇴하였다.

## 경력

### 마이 케미컬 로맨스
밥 브라이어는 마이 케미컬 로맨스의 드러머이기는 하지만 멤버 프랭크 아이에로와 함께 원년 멤버는 아니다. 또한 유일하게 뉴저지주 출신이 아니며 2004년, 맷 펠리시어 다음으로 합류했고 이전에는 유즈드의 사운드 엔지니어였다.

## 부상
마이 케미컬 로맨스 공식 웹사이트를 통해 손목 및 손가락에 제어할 수 없을 정도로 이상이 생겨 한동안 밴드에 합류하지 못한다고 밝혔고 한동안 밴드에 합류하지 못했고 그 공백을 서스데이의 드러머 피트가 대신했다.
또한 "Famous Last Words" 뮤직비디오 촬영 도중, 밥 뒤에 거센 불로 인해 다리에 화상을 입었고 결국 공연이 취소되었다.

## 음반

### 마이 케미컬 로맨스
- 2006: 《The Black Parade》
- 2006: 《Life on the Murder Scene》
- 2008: 《The Black Parade Is Dead!》